# District de Michalovce
Le district de Michalovce est l’un des 79 districts de Slovaquie, situé dans la région de Košice.

## Démographie

### Évolution de la population
| Année:               | 1994.   | 2004.   | 2014.   | 2024.   |
| -------------------- | ------- | ------- | ------- | ------- |
| Nombre de personnes: | 107 477 | 109 322 | 110 714 | 107 936 |
| Différence:          |         | +1,71 % | +1,27 % | -2,50 % |

| Année:               | 2023.   | 2024.   |
| -------------------- | ------- | ------- |
| Nombre de personnes: | 108 132 | 107 936 |
| Différence:          |         | -0,18 % |

## Liste des communes
Source :

### Villes
- Michalovce
- Strážske
- Veľké Kapušany

### Villages
Bajany | Bánovce nad Ondavou | Beša | Bracovce | Budince | Budkovce | Čečehov | Čičarovce | Čierne Pole | Drahňov | Dúbravka | Falkušovce | Hatalov | Hažín | Hnojné | Horovce | Iňačovce | Ižkovce | Jastrabie pri Michalovciach | Jovsa | Kačanov | Kaluža | Kapušianske Kľačany | Klokočov | Krásnovce | Krišovská Liesková | Kusín | Lastomír | Laškovce | Lesné | Ložín | Lúčky | Malčice | Malé Raškovce | Markovce | Maťovské Vojkovce | Moravany | Nacina Ves | Oborín | Oreské | Palín | Pavlovce nad Uhom | Petrikovce | Petrovce nad Laborcom | Poruba pod Vihorlatom | Pozdišovce | Ptrukša | Pusté Čemerné | Rakovec nad Ondavou | Ruská | Senné | Slavkovce | Sliepkovce | Staré | Stretava | Stretavka | Suché | Šamudovce | Trhovište | Trnava pri Laborci | Tušice | Tušická Nová Ves | Veľké Raškovce | Veľké Slemence | Vinné | Vojany | Voľa | Vrbnica (Slovaquie) | Vysoká nad Uhom | Zalužice | Závadka | Zbudza | Zemplínska Široká | Zemplínske Kopčany | Žbince